# Осадца Таня Андріївна
Таня (Атанасія) Андріївна Оса́дца (дошлюбне прізвище — Клим; 3 січня 1926, Копичинці — 29 грудня 2019, Рокі-Гілл) — американська писанкарка, мистецтвознавець українського походження; член Американського фольклорного товариства, почесний член Спілки майстрів народного мистецтва України з 1994 року. Заслужений майстер народної творчості України з 2001 року. Сестра митця Аки Перейми.

## Життєпис
Народилася 3 січня 1926 року в місті Копичинцях (нині Чортківський район Тернопільської області, Україна) в сім'ї українських шкільних вчителів Андрія і Павлини Клим. У 1944 році разом з родиною переїхала до Австрії, а невдовзі до Німеччини.
1949 року емігрувала до Сполучених Штатів Америки. Від 1950 року навчалася на факультеті історії мистецтва Кентського університету в Огайо.
Померла 29 грудня 2019 року в містечку Рокі-Гіллі (Коннектикут).

## Творчість
Досліджувала мистецтво традиційної української писанки. Авторка науково-популярних праць, зокрема «Писанки та їх символіка» (Нью-Йорк, 1980), статей у періодичних виданнях Сполучених Штатів Америки. Упорядкувала каталог з інформацією про візерунки понад двох тисяч писанок, виконаних власноручно. 
З 1960 року брала участь у групових та персональних мистецьких виставках у Сполучених Штатах Америки й за кордоном (зокрема у 1992 році спільно з Акою Переймою у Тернопільському обласному краєзнавчому музеї). 1980 року була куратором музейної виставки «Писанка і її символи». У 1992 та 1993 роках брала участь у Світових конгресах писанкарів у Києві. Постійна експозиція її писанок знаходиться в Українському музеї-архіві у місті Клівленді.